# Союз-34
Союз-34 — космический корабль, непилотируемый запуск, пилотируемая посадка.

## Параметры полёта
- Масса аппарата — 6,8 т.
- Наклонение орбиты — 51,63°.
- Период обращения — 88,91 (91,65) мин.
- Перигей — 199 (358,6) км.
- Апогей — 271,5 (371,4) км.

## Экипаж старта
«Союз-34» стартовал без экипажа.

## Экипаж при посадке
- Командир — Владимир Ляхов
- Бортинженер — Валерий Рюмин

## Описание полёта
Корабль «Союз-34» был послан к орбитальной станции «Салют-6» на замену корабля «Союз-32», для третьего основного экипажа станции — Владимира Ляхова и Валерия Рюмина. КК «Союз-32» имел ресурс в 90 суток, который истекал 26 мая, а замена корабля на КК «Союз-33» планировавшейся экспедиции посещения не состоялась, так как он не сумел состыковаться со станцией.